# Archidiecezja Bagdadu (syryjska)
Archidiecezja Bagdadu (łac. Babylonensis Syrorum) – archidiecezja Kościoła katolickiego obrządku syryjskiego w Iraku, podległa bezpośrednio syryjskokatolickiemu patriarsze Antiochii. Została ustanowiona 29 września 1862 roku.

## Główne świątynie
- Katedra: Katedra Matki Zbawiciela w Bagdadzie

## Arcybiskupi
- Atanasio Ciarchi (objął urząd w 1862)
- Athanase Ignace Nuri (1894–1908)
- Athanase Dallal (1912–1926)
- Athanase Kalian (1929–1949)
- Athanase Hindo (1949–1953)
- Athanase Bakose (1953–1983)
- Athanase Matti Shaba Matoka (1983–2010)
- Ephrem Yousif Abba Mansoor (od 2011)